# Leptolalax liui
Leptolalax liui är en groddjursart som beskrevs av Fei, Ye in Fei, Ye och Huang 1991. Leptolalax liui ingår i släktet Leptolalax och familjen Megophryidae. IUCN kategoriserar arten globalt som livskraftig. Inga underarter finns listade i Catalogue of Life.